# Trophée (corrida)
Pour les articles homonymes, voir Trophée (homonymie).

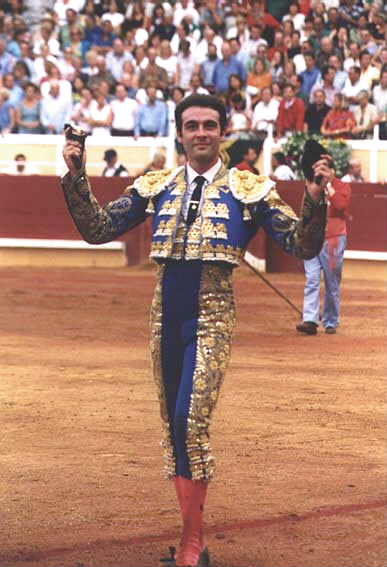
Enrique Ponce présentant au public deux oreilles reçues en trophée

À la corrida, le trophée est la récompense que peut recevoir le matador à la fin de chaque combat, sur décision du président. Il s'agit d'une ou des deux oreilles, ou des deux oreilles et la queue du taureau. Le matador est le seul torero qui peut se voir décerner un trophée.  Les trophées reçus par les matadors sont indiqués dans leur classement annuel.

## Présentation
S’ils ont apprécié la prestation du matador, les spectateurs réclament au président que lui soient accordées une, voire deux oreilles, et même deux oreilles et la queue. Pour ce faire, ils doivent agiter un mouchoir blanc, mais l’expérience montre que nombre de spectateurs (surtout en France) se contentent de crier, siffler ou applaudir.
Le président accorde une oreille, deux oreilles, deux oreilles et la queue en présentant un, deux ou trois mouchoirs blancs. Les trophées sont coupés sous la surveillance de l’alguazil qui les remettra au matador après que la dépouille du taureau aura été tirée hors de la piste par l'arrastre. Il ne reste plus au matador qu'à faire une vuelta al ruedo : il fait le tour de la piste en longeant la barrière et salue le public ; les spectateurs les plus enthousiastes lui envoient des bouquets de fleurs, des cigares, leur chapeau, leur foulard etc. Le matador garde les fleurs et les cigares, et renvoie les chapeaux, foulards, etc., à leur propriétaire.

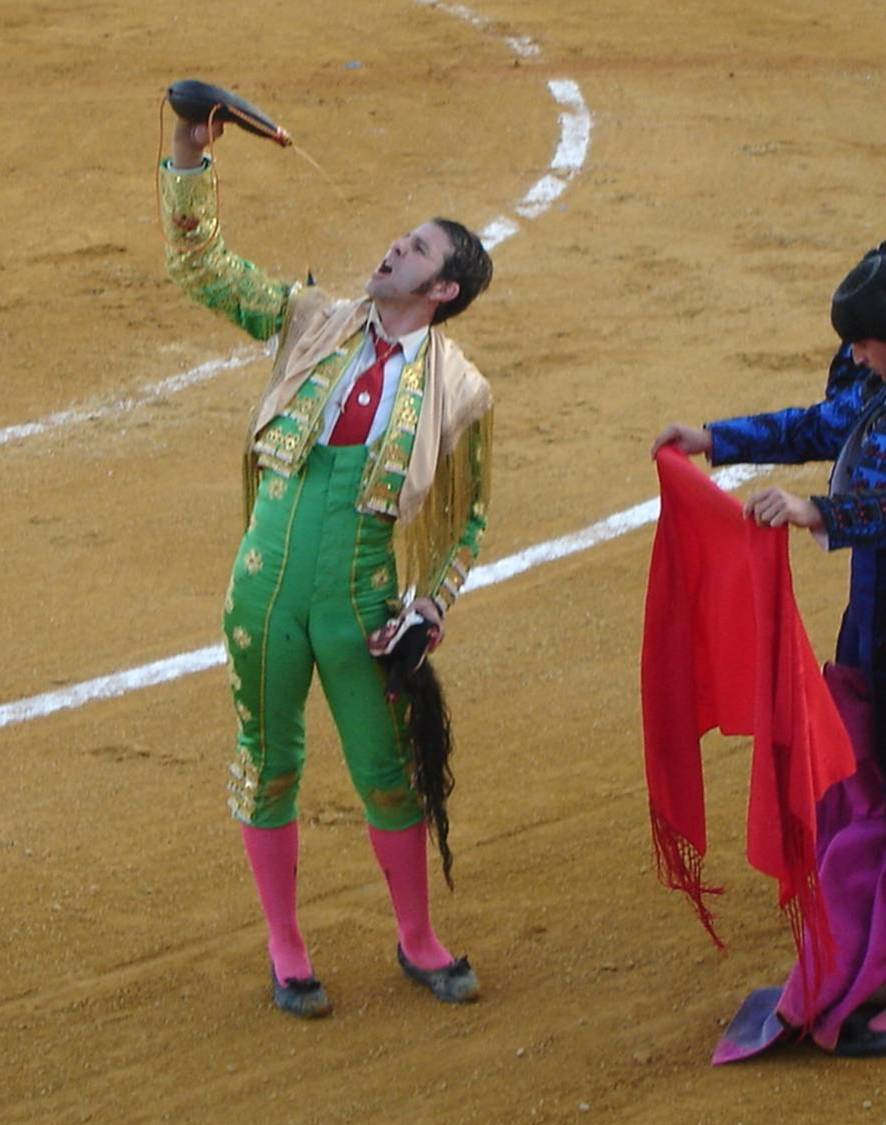
Padilla avec la queue, une gourde et un châle après sa faena à la feria d'Arcos de la Frontera en Andalousie le 1er octobre 2006

Si aucune oreille n’a été accordée, le public pourra toutefois, par ses applaudissements nourris et répétés, demander au matador de « saluer à la barrière » (le matador entre en piste et salue le public en restant à proximité de la barrière), de saluer « au tiers » (le matador s’avance à mi-chemin de la barrière et du centre de la piste), de saluer « au centre » (le matador salue en s’avançant jusqu’au centre de la piste), voire de faire une « vuelta al ruedo ».
Si la prestation du matador a été fort peu appréciée, elle peut entraîner une bronca : les spectateurs mécontents crient, sifflent, et il peut même arriver que certains jettent des bouteilles sur la piste. Parfois la réaction est pire pour le matador que la plus forte des broncas : le silence.
Si le taureau a été exceptionnellement bon, le président pourra lui accorder à lui aussi une vuelta al ruedo en présentant un mouchoir bleu. Et s’il a été plus qu’exceptionnellement bon, le président pourra, avant l’estocade, ordonner sa grâce en présentant un mouchoir orange el indulto.

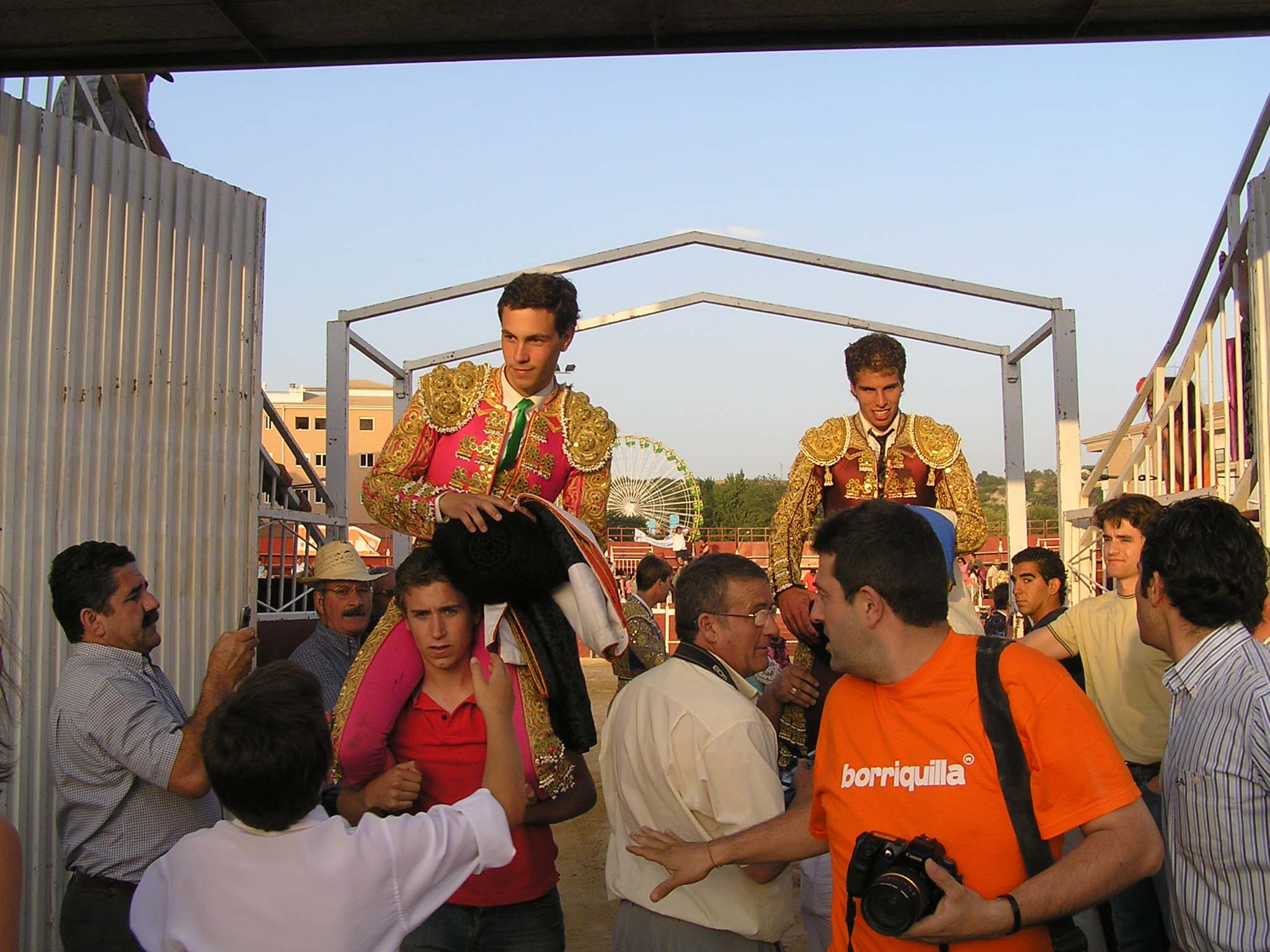
Sortie de deux matadors a hombros

Quand le matador a fini de saluer, il ne reste plus au président qu’à sortir son mouchoir blanc afin d’ordonner l’entrée en piste du taureau suivant.
En fin de corrida, les matadors quittent l’arène l’un après l’autre, par ordre d’ancienneté. Si l’un d’entre eux a été particulièrement brillant, il sortira a hombros, sur les épaules de ses admirateurs. Peut-être – récompense suprême – sera-t-il autorisé à sortir par la Grande Porte. À Séville, il devra pour cela avoir coupé trois trophées (soit trois oreilles, ou deux oreilles et une queue) au minimum ; à Madrid, deux trophées suffiront (étant généralement admis que si une seconde oreille madrilène et une seconde oreille sévillane ont environ la même valeur, la première oreille madrilène en a bien plus que la première oreille sévillane) ; ailleurs, c’est selon le sérieux de l’organisation, le niveau d’exigence et de compétence du public, les coutumes locales, etc.
En France, les dispositions concernant les trophées sont contenues dans l'article 83 du Règlement de l'Union des villes taurines françaises.
Le 16 septembre 2012, à Nîmes, le matador José Tomás coupe 11 oreilles (sur 12 possibles) et une queue lors d'une corrida l'opposant à 6 taureaux, dont un gracié, ce qui constitue un résultat historique,,, comme celui de Manuel Benítez « El Cordobés », lorsqu'il a obtenu dans cette même ville, en 1964, les 2 oreilles, la queue et la patte d'un taureau,.